# Elisabetta Fiorentini
Elisabetta Fiorentini (Argenta, 1933 – Argenta, 5 maggio 1996) è stata una scrittrice e giornalista italiana, docente di storia e di filosofia.

## Biografia
Laureatasi in Filosofia all'Università di Padova, intraprende la carriera dell'insegnamento dapprima in alcune scuole di provincia, approdando in seguito al liceo scientifico Don Minzoni di Argenta e al ruolo di preside. Inizia a interessarsi ai problemi giovanili legati alla contestazione e dell'educazione, intraprendendo a tal senso numerosi viaggi in Europa e negli Stati Uniti. Coinvolta nella contestazione sessantottina, analizza il sistema scolastico e le sue mancanze, conducendo un'indagine anche sulla società e sul ruolo della donna, in una prospettiva avversa sia alla mistica della femminilità sia a quella opposta del femminismo contestatario in voga all'epoca. La Fiorentini è riuscita a dare voce alla perdita di prestigio del ruolo dell'insegnante.
A lei si devono diversi scritti sulla scuola secondaria.
Collaborò, tra gli altri, a Il Giornale di Indro Montanelli e a Madre.

## Opere
- Una nuova donna per un nuovo matrimonio, Ferrara, Gribaudi, 1969.
- Se la scuola non muore, Ferrara, Gribaudi, 1970.
- Generazione infranta, Collana La scala di Giacobbe, Torino, Società Editrice Internazionale, 1973.
- Scuola addio! Lettera ai genitori delegati, Roma, Armando, 1975.
- La coppia, oggi, Fossano, Esperienze, 1977.
- Il professore disintegrato. La condizione degli insegnanti tra amarezza, rabbia e frustrazioni, Milano, Editoriale Nuova, 1978.
- Dietro la lavagna, Presentazione di Indro Montanelli, Ferrara, Corso, 1986; Collana Pomeriggi NAVIGARE, Empoli, Ibiskos, 1995.
- Morire a cent'anni. Passione e amore della vecchiaia, Ferrara, Gribaudi, 1989.
- Vita d'insegnante. Trent'anni di solitudine, Collana Scaffale aperto, Roma, Armando, 1989.
- Scuola: punto e a capo, Collana Scaffale aperto / Pedagogia, Roma, Armando, 1993, ISBN 978-88-714-4372-0.